# La sirenita (película de 1992)
La sirenita es una película infantil animada basada en el clásico cuento de hadas, La sirenita de Hans Christian Andersen.
La sirenita fue producida por Golden Films y por American Film Investment Corporation, fue distribuida en DVD por GoodTimes Entertainment en el 2002 en Estados Unidos y por SAV en España. Five Stars Entertainment S.L. distribuyó la versión en VHS licenciada para España en 1993.

## Historia
Lena es una princesa sirena, hija del rey del mar que sueña en casarse algún día con un príncipe maravilloso. Después de desobedecer a su padre, el rey del mar, Lena visita la superficie marina y ve por primera vez al Príncipe Estefan, un príncipe humano de quién Lena se enamora perdidamente. Poco después, el barco en el que navega el Príncipe Estefan se hunde y la vida del joven corre peligro hasta que Lena logra salvarlo y traerlo a una playa cerca de la escuela donde estudia la Princesa Ana. Lena acude a la ayuda de Cassandra, la bruja del mar, y le ofrece su voz a cambio de un par de piernas para poder caminar en el mundo exterior y conocer al príncipe Estefan. Cassandra le da lo que pide con la condición de que si Lena fallase en ganarse el corazón de Estefan y se casase con otra, Lena entonces se convertiría en espuma marina para el resto de su vida. Las cosas marchan, aunque Lena es muda, el Príncipe Estefan le coge mucho cariño, ya que siente que debe mostrarle a ella la misma amabilidad que la persona que lo había salvado a él del naufragio. Con el tiempo, el príncipe Estefan se llega a enamorar de Lena y quiere casarse con ella, pero entonces llega Ana, la joven princesa que completó el trabajo de Lena, ya que ella le trajo al Príncipe Estefan la atención médica que necesitaba. El príncipe Estefan siente agradecimiento hacia la princesa Ana y por deseo del padre de esta, acepta casarse con ella, aunque la princesa Ana está enamorada de Maxwell. Bink, el delfín amigo de Lena, interviene y le cuenta al rey del mar, el padre de Lena, lo ocurrido. Su intervención arregla las cosas y Lena sí logra casarse con su amado y adorado príncipe Estefan.
- Datos: Q7747661